# Attitude (magazyn)
attitude – brytyjski miesięcznik poświęcony tematyce LGBT oraz stylowi życia gejów, wydawany w wersji papierowej od maja 1994 roku przez Attitude Media Ltd., a także w wersji elektronicznej.
Na okładce magazynu często pojawiają się znani, zarówno hetero-, jak i homoseksualni mężczyźni m.in. ze świata show-biznesu. W ciągu ponad dwudziestoletniej historii miesięcznika, na jego okładce pojawili się m.in. David Beckham, Tom Hardy, Mark Wahlberg, Rupert Grint, Tony Blair, Daniel Radcliffe, Heath Ledger, Sacha Baron Cohen (jako Brüno), David Cameron, członkowie zespołu Take That, James Franco, Dominic Cooper, Marilyn Manson, Elton John, Robbie Williams, Rupert Everett, Justin Timberlake, George Michael, Rufus Wainwright, Will Young, Adam Lambert i Nyle DiMarco. Oprócz tego, na okładce kilkukrotnie pojawiły się znane kobiety, w tym m.in. Lady Gaga, Madonna, Kylie Minogue oraz Beth Ditto z zespołu Gossip.
W listopadzie 2014 roku ukazał się 250. numer miesięcznika.
Od marca 2011 roku wydawana jest również tajska wersja magazynu, która ukazuje się w Tajwanie. Od 25 listopada 2013 roku miesięcznik wydawany jest również w Wietnamie.